# Макеевский каменноугольный рудник
Макеевский каменноугольный рудник — историческое название комплекса шахт по добыче каменного угля в окрестностях г. Макеевка. 

## История

### Открытие залежей угля
В начале XVIII века в западной части территории Войска Донского были открыты месторождения каменного угля. С этого времени начинается развитие промышленности региона. В середине XIX века в Макеевке были разведаны значительные залежи коксующегося угля. Это стало началом истории макеевского каменноугольного бассейна.

### Основание рудника
В 1859 г. крупный землевладелец И. Г. Иловайский основал на принадлежавших ему землях Макеевский каменноугольный рудник. Был также построен  труболитейный (1885 г.) и коксохимический (1895 г.) заводы. В 1869 году он уже имел 7 действующих шахт и вел усиленную разведку угленосных участков для закладки новых.
В начале 70-х годов XIX столетия в Макеевском районе уже работало несколько шахт на выходах пластов, к числу которых относятся шахты «Сергий», «Иван» и «Амур» закладки 1868—1869 годов. Развитие этих шахт сдерживалось из-за плохо налаженного транспорта. Уголь вывозился на волах. Возникла необходимость быстрого развития сети железных дорог. Первые железнодорожные ветви на территории района были проложены между Иловайском и Ханженково (1869 год), Ясиноватой и Криничной. Это дало толчок развитию угольной промышленности города. В 90-х годах XIX века Макеевка располагала уже довольно развитой сетью действующих шахт. При этом рудник Иловайского по своим показателям и техническому оснащению считался лучшим в области Войска Донского.
В 1895 г. рудники Иловайского были проданы Русско-Донецкому обществу каменноугольной и заводской промышленности. Макеевский рудник Русско-Донецкого общества (бывш. наследников Иловайских) в 1895 году имел 865 рабочих, мощность паровых машин составляла 249 л. с., добыча угля — 20 078 769 пудов (322 000 т).

## Основные сведения
Сведения о рудниках Русско-Донецкого общества из справочника «По Екатерининской железной дороге», вышедшего в 1912 году:
Рудник Русско-Донецкого общества расположен на собственной земле площадью 8884 десятин и кроме этого на земле арендованной у крестьян села Макеевки в количестве 1453 десятин, слободы Калиновка в размере 750 десятин и наконец у землевладельца Амбрашевича 120 десятин. Первоначально рудник был устроен Московским обществом, в 70-х годах перешел к И. Г. Иловайскому, а в 1895 году перешел в собственность настоящему обществу.
Рудник разрабатывает пласты, принадлежащие свитам С25, С26, С13 системы Латугина, следующие по порядку сверху вниз:
1. «Макеевский» мощностью 2 аршина, простиранием 6195 саженей;
2. «Софиевский» 3/4 аршина, простиранием 4195 саж.;
3."Владимирский" мощностью 1 аршин, простиранием 3885 саж.;
4. «Берестовский» — 1,5 аршина, простиранием 2940 саж.;
5. «Алмазный» от 3/4 — 1 аршина, простиранием 2646 саж.;
6. «Мария» — 3/4 — 1,0 аршина, простирание 1365 саж.
Угол падения пластов колеблется от 10° до 50°
Пласты разрабатываются шахтами «Калиновская» глубиной 60 сажен, «Амур» глубиной 45 сажен, «Берестовка» глубиной 46 сажен, «Мария» глубиной 100 сажен, «Чайкино» глубиной 42 сажен, «Щегловка» глубиной 42 сажен, «Иван» глубиной 147 сажен, «Иван-3» глубиной 110 сажен.
Система разработки применяется лавами и столбами, без закладки выработанного пространства, с применением обрушения кровли.

Для доставки угля на железнодорожные станции имеется два подъездных пути, оба протяженностью 14 верст до станции Ясиноватая и Харцызск. Кроме этого все шахты соединены подъездными путями.

### Комментарии
1. ↑  1 аршин - 0,7 м; 1 сажень - 1,8 м.